# Кингс Милс (Охајо)
Кингс Милс (енгл. Kings Mills) насељено је место без административног статуса у америчкој савезној држави Охајо.

## Демографија
По попису из 2010. године број становника је 1.319.
| Група             | 2000.    | 2010.         |
| Белци             | 0 (0,0%) | 1.239 (93,9%) |
| Афроамериканци    | 0 (0,0%) | 19 (1,4%)     |
| Азијати           | 0 (0,0%) | 14 (1,1%)     |
| Хиспаноамериканци | 0 (0,0%) | 28 (2,1%)     |
| Укупно            | 0        | 1.319         |